# Miss Grand España 2017
Miss Grand España 2017 fue la 2° edición del certamen Miss Grand España que se realizó el 8 de junio de 2017 en la municipio de Mairena del Alcor de la provincia de Sevilla, Andalucía. En aras de preparar a la ganadora que representará al España en el concurso Miss Grand Internacional 2017. Veintiocho candidatas de toda la España  compitieron por el  título nacional. Al final del evento, Adriana Sanchez, Miss Grand España 2016, coronó a Mariana Rico de Islas Baleares, ganadora y sucesora representó a España en Miss Grand Internacional 2017 en Phú Quốc, Vietnam, pero no se clasificó.

## Resultados

### Colocación
| Resultado              | Candidata |
| ---------------------- | --- |
| Miss Grand España 2017 | Islas Baleares – Mariana Rico |
| Primera Finalista      | Sevilla – Susy Sánchez |
| Segunda Finalista      | Andalucía – Carolina Santos |
| TOP 5                  | Granada – Paola Morales Jaén – Alba Maria Lara |
| TOP 10                 | Alicante – Isa Soguero Asturias – Alba Magan Barcelona – Jennifer Hueso Quesada Extremadura – Angela González Huelva – Bela Peña Zaragoza – Luisa González |

### Premiaciones Especiales
| Premio                  | Candidata Ganadora                     |
| ----------------------- | -------------------------------------- |
| Miss Mejor Entrevista   | Islas Baleares – Mariana Rico          |
| Miss Mejor Fotogenica   | Valencia – María del Mar Rodríguez     |
| Miss Mejor Elegancia    | Andalucía – Carolina Santos            |
| Miss Mejor Amiga        | Pontevedra – Jéssica Solleiro Bermúdez |
| Miss La Fabrica del Sol | Andalucía – Carolina Santos            |
| Miss Grand Magazine     | Sevilla – Susy Sánchez                 |
| Miss Grand Best Hair    | Valencia – María del Mar Rodríguez     |
| Miss Popular Voto       | Jaén – Alba Maria Lara                 |
| Miss Social Media       | Jaén – Alba Maria Lara                 |
| Miss Grand Crew School  | Asturias – Alba Magan                  |

## El Accidente
Ha sido una edición, esta de Miss Grand España 2017, algo accidentada porque una concursante, Miss Pontevedra, Jéssica Solleiro Bermúdez, cayó al vacío en el foso del teatro desde una altura de al menos tres metros y ella se ha retirado de la competencia debido a la lesión.

## Candidatas
Hay 28 finalistas que compiten por Miss Grand España 2018, la cual fueron elegidas por cástines o concursos provinciales:
| Provincia                                                | Candidata                 | Edad | Altura | Residencia | Ref   |
| -------------------------------------------------------- | ------------------------- | ---- | ------ | ---------- | ----- |
| Candidatos que representan a la Comunidad autónoma       |                           |      |        |            |       |
| Andalucía                                                | Carolina Santos           | 22   |        |            | [ 2 ] |
| Castilla-La Mancha                                       | Alba Rabadán              |      | 1,68 m |            | [ 5 ] |
| Extremadura                                              | Angela González           | 19   |        |            | [ 6 ] |
| Galicia                                                  | Carla Soage               |      |        |            |       |
| Candidatos que representan a la Provincia                |                           |      |        |            |       |
| Alicante                                                 | Isa Soguero               | 28   |        |            | [ 7 ] |
| Almería                                                  | Laura Funes               |      |        |            |       |
| Asturias                                                 | Alba Magan                | 23   |        |            |       |
| Barcelona                                                | Jennifer Hueso Quesada    | 21   | 1,75 m |            |       |
| Cádiz                                                    | Carmen Carrillo           |      |        |            |       |
| Ciudad Real                                              | Marta Carrasco            | 22   |        |            |       |
| Córdoba                                                  | Natalia Flores            | 20   |        |            |       |
| Granada                                                  | Paola Morales             | 22   | 1,74 m |            | [ 2 ] |
| Guadalajara                                              | Estefania Ortega          | 18   | 1,74 m |            |       |
| Huelva                                                   | Bela Peña                 | 19   |        |            |       |
| Islas Baleares                                           | Mariana Rico              | 17   | 1,73 m | Málaga     | [ 3 ] |
| Jaén                                                     | Alba Maria Lara           |      | 1,74 m |            | [ 2 ] |
| Madrid                                                   | Ivonne Pérez              | 23   |        |            |       |
| Málaga                                                   | Anastasia Castillo        | 19   |        |            |       |
| Murcia                                                   | Nabila Calvente           | 25   |        |            |       |
| Pontevedra                                               | Jéssica Solleiro Bermúdez | 26   |        |            |       |
| Segovia                                                  | Cristina Andrea Cosareano | 26   |        |            |       |
| Santa Cruz de Tenerife                                   | Claudia San Luis Barreto  | 22   | 1,67 m |            |       |
| Sevilla                                                  | Susy Sánchez              | 24   |        |            | [ 2 ] |
| Toledo                                                   | Andrea Salcedo            |      |        |            |       |
| Valencia                                                 | María del Mar Rodríguez   | 19   |        |            |       |
| Valladolid                                               | Patricia Álvarez          | 20   |        |            |       |
| Zaragoza                                                 | Luisa González            |      |        |            |       |
| Candidatos que representan a la Ciudad, Subregión y Otra |                           |      |        |            |       |
| Ceuta                                                    | Nina Jimeno               | 17   | 1,68 m |            |       |